# Aeroportul Ajaccio Napoleon Bonaparte
Aeroportul Ajaccio Napoleon Bonaparte (în franceză Aéroport Ajaccio Napoléon Bonaparte) (IATA: AJA, ICAO: LFKJ) este un aeroport din Ajaccio, Corse-du-Sud, Corsica, Franța metropolitană, Franța ce deservește zona Ajaccio. Aeroportul a fost tranzitat în 2022 de 1.662.931 de pasageri. A fost deschis în 1940 și numit după Napoleon I.
Situat la o altitudine de 6 m, aeroportul dispune de 1 pistă.

## Infrastructură

### Piste
Aeroportul dispune de o singură pistă. Pista 02/20 are suprafața de Ciment și dimensiunile 2.407 m × 45 m. 